# Sylvester Oberberger
Sylvester Oberberger (* 27. Dezember 1841 in Reichertshofen bei Ingolstadt, Bayern; † 16. Mai 1930 in Maxglan bei Salzburg, Österreich) war ein Großgrundbesitzer und Grundstücksmakler in Salzburg und gilt als "Schöpfer" des Stadtteils Elisabeth-Vorstadt.

## Biographie
Oberberger übersiedelte 1880 von Reichertshofen in den Salzburger Vorort Froschheim, wo er den Eisenhut- und Schlammhof mitsamt dessen weitläufigen Grundstücken erwarb.
Neben der Landwirtschaft und dem Getreideexporthandel, versuchte er sich zunehmend als Grundstücksmakler. 1887 konnte er Gründe auf dem Mönchsberg erwerben, scheiterte mit dem Ansuchen um eine Parzellierungsgenehmigung aber am Widerstand der Stadtgemeinde. Von 1889 bis 1892 parzellierte er seine Hofgründe in Froschheim, wobei er auch hier auf Widerstand der Stadtgemeinde stieß und durch die daraus resultierenden Verzögerungen hohe finanzielle Verluste erlitt. Die von ihm erstandenen Grundstücke lagen zwischen der Salzach, deren damaliger Uferbereich etwa dem Verlauf der heutigen Bergheimer Straße entspricht, und der Froschheimer Hauptstraße (seit 1904: Elisabethstraße). Südlich und nördlich wurde der Geländestreifen, dessen unbebaute Teile teilweise auch noch im Besitz der Familien Sasser und Daghofer standen, vom 1874 erbauten Schlachthof (etwa im Bereich des heutigen Gebirgsjägerplatzes) und der damaligen Stadtgrenze zur Gemeinde Gnigl-Itzling begrenzt. Daneben gab zu der Zeit in Froschheim nur einige Gaststätten, den Salzburger Hauptbahnhof (1860), das Grand Hotel de l´Europe (1873) und bis 1904 die Pferde-Rennbahn.
Nach Abschluss der Parzellierung erbaute Oberberger das "Hotel Elisabeth". Dieses wurde im Zweiten Weltkrieg zerstört und das Areal von der Kommunistischen Partei Österreichs erworben, die darauf das Volksheim errichtete. Oberberger hatte nicht immer den gewünschten Erfolg und musste, um Käufer zu finden, manche Parzellen mit Verlust abstoßen. Erst in den Zeiträumen von 1897 bis 1900, 1904 bis 1906 und 1910 bis 1913 wurden mehrere Grundstücke pro Jahr verbaut. Ein Notizbuch, das er von 1917 bis 1927 führte, gibt Einblick in sein privates und geschäftliches Leben. Darin schilderte er unter anderem die Verhältnisse in Salzburg während des Ersten Weltkrieges, die Teuerungswelle, unter der die Bevölkerung zu leiden hatte, die Hungerkrawalle von 1918, die Kriegsgefangenschaft seines Sohnes und die Ehrung durch die Straßenbenennung im Jahr 1922.
Besonders bemüht war Sylvester Oberberger um die Umbenennung des wachsenden und sich wandelnden Vorortes Froschheim, von der er sich neben der Zurschaustellung einer patriotischen Gesinnung der Bevölkerung auch eine Aufwertung des Ortes im Verhältnis zur übrigen Stadt und wohl vor allem auch eine finanzielle Wertsteigerung seiner eigenen Grundstücke erwartete. Im März 1898 gründete er deshalb ein Komitee für die Umbenennung des Vorortes und versuchte die Bewohner und Landbesitzer des Ortes für seine Idee zu gewinnen, Froschheim anlässlich des fünfzigjährigen Regierungsjubiläums Kaiser Franz-Josephs in "Kaiser-Franz-Josef-Vorstadt" umzutaufen.
Um einer erwarteten Ablehnung durch den Gemeinderat zu entgehen, unterbreitete er mit dem Namen "Kaiserin-Elisabeth-Vorstadt" einen Alternativvorschlag, der durch die Ermordung Kaiserin Elisabeths in Genf an Aktualität und Zuspruch gewann. Obwohl seine Eingaben an den Gemeinderat zweimal abgelehnt wurden, fand er einen wertvollen Mitstreiter im späteren Bürgermeister Franz Berger, der sich nach Übernahme des Amtes vehement für die Idee Oberbergers einsetzte. Nach der Genehmigung des Kaisers erfolgte am 12. Juli 1901, rechtzeitig vor den Kaiser-Festtagen (15. bis 17. Juli) die Umbenennung Froschheims in Elisabeth-Vorstadt. Damit hatte Oberberger die Umstrukturierung dieses Stadtteils von einer bäuerlichen zu einer von der Mittelschicht bewohnten Vorstadt auch im Namen verewigt.

## "Meine Elisabethvorstadt"

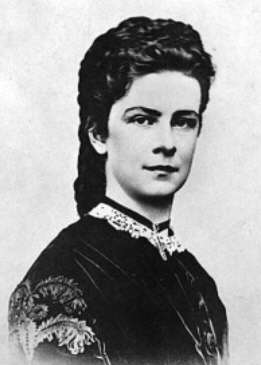
Kaiserin Elisabeth – Die Namensgeberin des Stadtteils

Wie sehr der aus Bayern stammende Oberberger mit dem Stadtteil verwachsen war, zeigt sein 1928 geschriebenes Gedicht "Meine Elisabethvorstadt".
Wie schön bist du emporgediehn
Zur Seele des Verkehrs und hast
Dir doch der Gärten frisches Grün
Bewahrt im Drang moderner Hast
Das weite Rund der Berge schaut
Verwundert dir ins Angesicht,
Wie eins, das seinem Aug´ nicht traut:
Bist du es oder bist du´s nicht.
Wie Neuland hab ich dich entdeckt,
Als jüngsten Sproß der Mozartstadt,
Der ungeachtet, unerweckt
Als "Froschheim" tief geschlummert hat.
Nun wächst du mit der neuen Zeit,
Wie mir´s im Traum vor Augen stand.
Die starken Arme reckst du weit
In zukunftsreiches Heimatland.
Und wenn ich einmal scheiden soll
Und dich mein Auge nicht mehr grüßt –
Mein Sorgenkind – du weißt es wohl,
Wie du mit mir verwachsen bist

## Verbauung der Oberberg´schen Gründe
In einer Werbeschrift stellte Oberberger einige Haustypen im "alpenländischen Stile" vor, überließ die Wahl des Baustils aber zumeist den jeweiligen Bauwerbern. Sein Vorhaben, ein Wohngebiet im Stil einer großflächig angelegten Villenkolonie mit umgebenden Gärten für die bürgerliche Mittelschicht zu errichten, konnte er auf diese Weise aber nur zum Teil verwirklichen. Zur Ausführung kamen bis zum Ersten Weltkrieg sowohl architektonisch bemerkenswerten Villen als auch mehrere große Zinshäuser (Miethäuser). An der Verbauung der Oberberg´schen Gründe war eine Reihe von bekannten Planern und Baufirmen beteiligt, was sich in der großen Bandbreite der Stil- und Grundrissformen der Objekte ausdrückt. Dominierend waren vor allem die Baufirma Ceconi sowie die Architekten Karl Pirich und Paul Geppert der Ältere. Letztgenannter errichtete auch seine eigene Villa in der Elisabeth-Vorstadt (Stauffenstraße 8a).

## Familie und Ehrungen
Sylvester Oberberger war in erster Ehe mit Genovefa, geb. Stangl (1850–1899) und in zweiter Ehe mit Therese, geb. Zach (1853–1930) verheiratet. Aus der ersten Verbindung stammten die Töchter Klara (* 1873), Anna (1879), Stefanie (* 1884) und Maria (* 1888) sowie sein Sohn Maximilian (1874).
1888 erhielt er das Bürgerrecht der Stadt Salzburg zugestanden. Mit Gemeinderatsbeschluss vom 3. April 1922 wurde nach ihm eine Straße in der Elisabeth-Vorstadt benannt.